# لاكي : لا وقت للحب
لاكي : لاوقت للحب (Lucky : No Time for Love)، هو فيلم هندي يصور قصة عاشقين في روسيا التي مزقتها الحرب. الفيلم من بطولة سلمان خان وسنيها اولال في الأدوار الرئيسية.

## طاقم الممثلين
- سلمان خان بدور: أديتيا (أدي) سيخري.
- سنيها اولال بدور:  لاكي نيجي.
- ميثون تشاكرابورتي بدور: العقيد المتقاعد بيندي داس كابور.
- كادر خان  بدور: الدكتور.
- نافني باريهار بدور: أنجالي نيجي.
- رافي باسواني بدور: مستر. نيجي.
- بريانكا تشينوي بدور: دارا نيجي.
- فيكرام جوخالي بدور: السفير سيخري.
- موميث خان بدور: سنينة.

## الموسيقى التصويرية
- مدير الموسيقى: عدنان سامي.
- القصائد الغنائية: سمير.

| # | عنوان                       | المغنون                         | الطول |
| - | --------------------------- | ------------------------------- | ----- |
| 1 | Chori Chori                 | سونو نيجام، ألكا ياجنيك         | 05:24 |
| 2 | Jaan Meri Ja Rahi Hai Sanam | أوديت نارايان، أنورادها باودوال | 05:44 |
| 3 | Sun Zara                    | سونو نيجام                      | 06:06 |
| 4 | Lucky Lips                  | أشا بهوسل                       | 05:12 |
| 5 | Shayad Yahi To Pyar Hai     | عدنان سامي، لاتا مانجيشكار      | 06:27 |
| 6 | (Sun Zara (Ver.2            | عدنان سامي                      | 06:07 |
| 7 | Hum Deewane                 | سونو نيجام، أنورادها باودوال    | 05:04 |
| 8 | (Lucky Lips (Bulsoi Mix     | أشا بهوسل                       | 4:48  |
| 9 | (Sun Zara (Instrumental     | Instrumental                    | 3:42  |

## وصلات خارجية
- لاكي : لا وقت للحب على موقع IMDb (الإنجليزية)
- لاكي : لا وقت للحب على موقع نتفليكس (الإنجليزية)
- لاكي : لا وقت للحب على موقع أول موفي (الإنجليزية)
- لاكي : لا وقت للحب على موقع فيلمافينيتي (الإسبانية)
- لاكي : لا وقت للحب على موقع قاعدة بيانات الفيلم (الإنجليزية)
- لاكي : لا وقت للحب على موقع ليتربوكسد (الإنجليزية)
- لاكي : لا وقت للحب على موقع كينوبويسك (الروسية)